# Schwedendamm

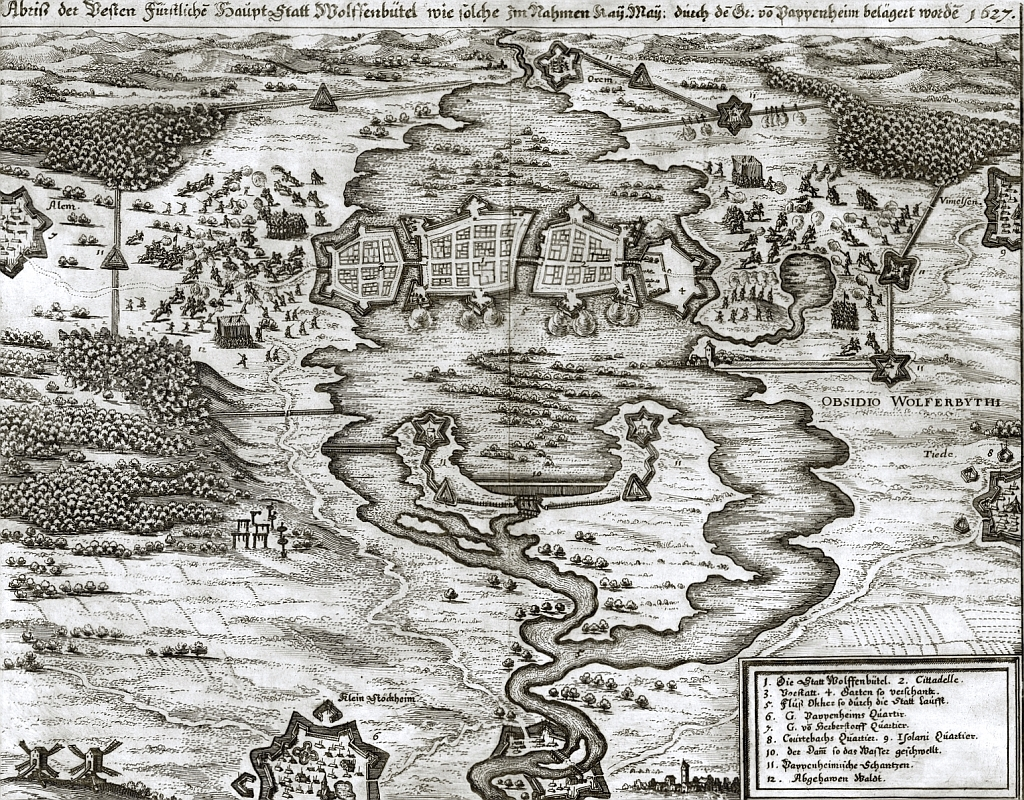
„Abriß der Vesten Fürstlichen Haupt Statt Wolffenbütel wie solche im Nahmen Kay[serlicher] May[estät] durch den Gr[afen] von Pappenheim belägert worden 1627.“ (aus Theatrum Europaeum). Ansicht von Norden. Deutlich zu erkennen: Die über ihre Ufer getretene Oker und der Damm (Ziffer „10“). Im Hintergrund das eingeschlossene, sich verteidigende Wolfenbüttel. Unten links Klein Stöckheim, das Hauptquartier Pappenheims (Ziffer „6“).

Der Schwedendamm war ein Damm, der während des Dreißigjährigen Krieges errichtet wurde, um die Oker aufzustauen und so die niedersächsische Festung Wolfenbüttel zu überfluten und dadurch einnehmen zu können.
Der erste Damm wurde im Jahr 1627 von den belagernden Truppen der Katholischen Liga unter Generalwachtmeister Gottfried Heinrich zu Pappenheim errichtet. Es gelang ihnen, eine länger anhaltende Überschwemmung in der Stadt zu verursachen, in deren Folge ihre Eroberung gelang. 1641 wurde Wolfenbüttel erneut belagert, diesmal von welfisch-schwedischen Truppen der protestantischen Seite. Diese nutzten den größtenteils noch vorhandenen Damm, um die Stadt erneut unter Wasser zu setzen. Im Gegensatz zur Belagerung von 1627 gelang es „den Schweden“ aber nicht, Wolfenbüttel zurückzuerobern. Der Staudamm wurde seither als Schwedendamm bezeichnet. Seine Reste wurden erst 1923/24 beseitigt.

## Geschichte

### Erster Damm 1627

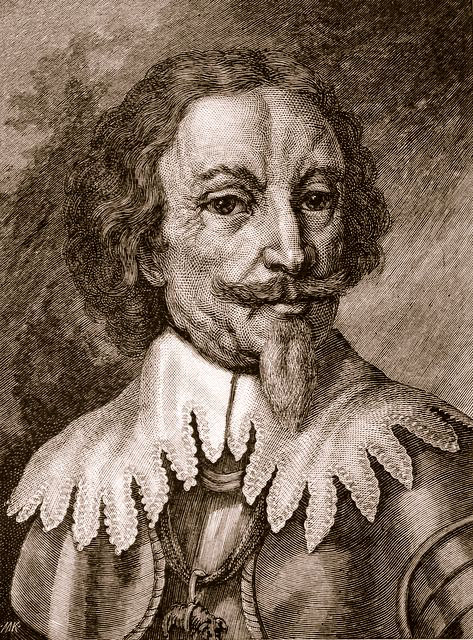
Gottfried Heinrich zu Pappenheim

Die Belagerung Wolfenbüttels durch die kaiserlichen Truppen begann im Sommer 1627. Die nach modernster niederländischer Festungstechnik erbauten Wall- und Verteidigungsanlagen der Stadt waren mit 190 Geschützen verschiedener Kaliber bestückt, die militärische Besatzung bestand aus 1500–1800 Infanteristen und 500 Reitern. Wolfenbüttel war im 17. Jahrhundert eine der am besten verteidigten Städte in Niedersachsen und eine der stärksten im ganzen Heiligen Römischen Reich. Sie galt damit als nahezu uneinnehmbar. Seit dem Sommer 1625 hatte die Stadt zudem eine königlich dänische Leibgarde, die unter dem Kommando von Lohes und dem des dänischen Statthalters Graf Philipp Reinhard I. zu Solms-Hohensolms-Lich (eines entfernten Verwandten Pappenheims) stand.
Die Kaiserlichen hatten für die Belagerung Wolfenbüttels eine Truppenstärke von 10.000 Mann und eine Belagerungsdauer von mindestens sechs Monaten veranschlagt. Nachdem Pappenheim von Tilly den Auftrag erhalten hatte, Wolfenbüttel zu erobern, stieß er am 28. August zu den Belagerern. Pappenheims Hauptquartier befand sich zwischen Braunschweig und Wolfenbüttel im Dorf Klein Stöckheim. Im September begannen die Arbeiten an einem Damm, der die durch Wolfenbüttel fließende Oker vier Kilometer flussabwärts stauen und die Festung so überfluten sollte. Sein Zweck war es, die dänische Festungsbesatzung zur Aufgabe zu zwingen.
Um den Damm errichten zu können, wollte Pappenheim 20 Zimmerleute und 1000 Bauern von der Stadt Braunschweig für Hilfsdienste verpflichten, erhielt diese jedoch nicht, da Braunschweig mit dem belagerten Wolfenbüttel sympathisierte. Erst das dem katholischen Kaiser wohlgesinnte Goslar stellte die angeforderten Arbeitskräfte und Werkzeuge. Das Bauholz musste aus dem Harz herangeschafft werden. Der Damm wurde schließlich 300 Meter breit und verlief quer durch den Fluss zwischen Groß Stöckheim und Leiferde. Nachdem der Fluss über die Ufer getreten war, stand Wolfenbüttel mehrere Wochen unter Wasser, so z. B. das Rathaus und die Schlosskaserne (das heutige Zeughaus), in denen das Wasser 1,60 m hoch stand. Die lang anhaltende Überschwemmung führte dazu, dass Häuser einstürzten und die Stadtbevölkerung sich nur noch mittels Kähnen fortbewegen konnte. Die Mühlen und Backhäuser standen still bzw. unter Wasser, sodass die Menschen Hunger litten und Lebensmittel aus Braunschweig in die Stadt geschmuggelt werden mussten. Das Hochwasser ließ die Leichen der Gefallenen und Verhungerten zwischen den Trümmern eingestürzter Häuser umhertreiben. Endlich, nach 114 Tagen Belagerung, kapitulierte die ausgehungerte Besatzung der letzten dänischen Festung am 19. Dezember 1627. Am 23. Dezember zog die dänische Besatzung unter militärischen Ehren ab und kaiserliche Truppen besetzten umgehend die Stadt. Welfenherzog Friedrich Ulrich wurde uneingeschränkter Zugang und den Bürgern Wolfenbüttels freie Religionsausübung nach der Augsburger Konfession gewährt.
Für seine Verdienste bei der Eroberung Wolfenbüttels wurde Pappenheim 1628 in den Reichsgrafenstand erhoben. Wolfenbüttel blieb daraufhin in der Hand der Katholiken. Pappenheim übergab zunächst das Kommando an Gottfried Huyn von Geleen. Erst ab spätestens 1634 verteidigte der Obrist und spätere Generalwachtmeister Johannes Ernst Freiherr von Reuschenberg zu Setterich die Festung gegen die Protestanten. 1643 übergab er schließlich Wolfenbüttel an August II. (Braunschweig-Wolfenbüttel).

### Zweiter Damm 1641

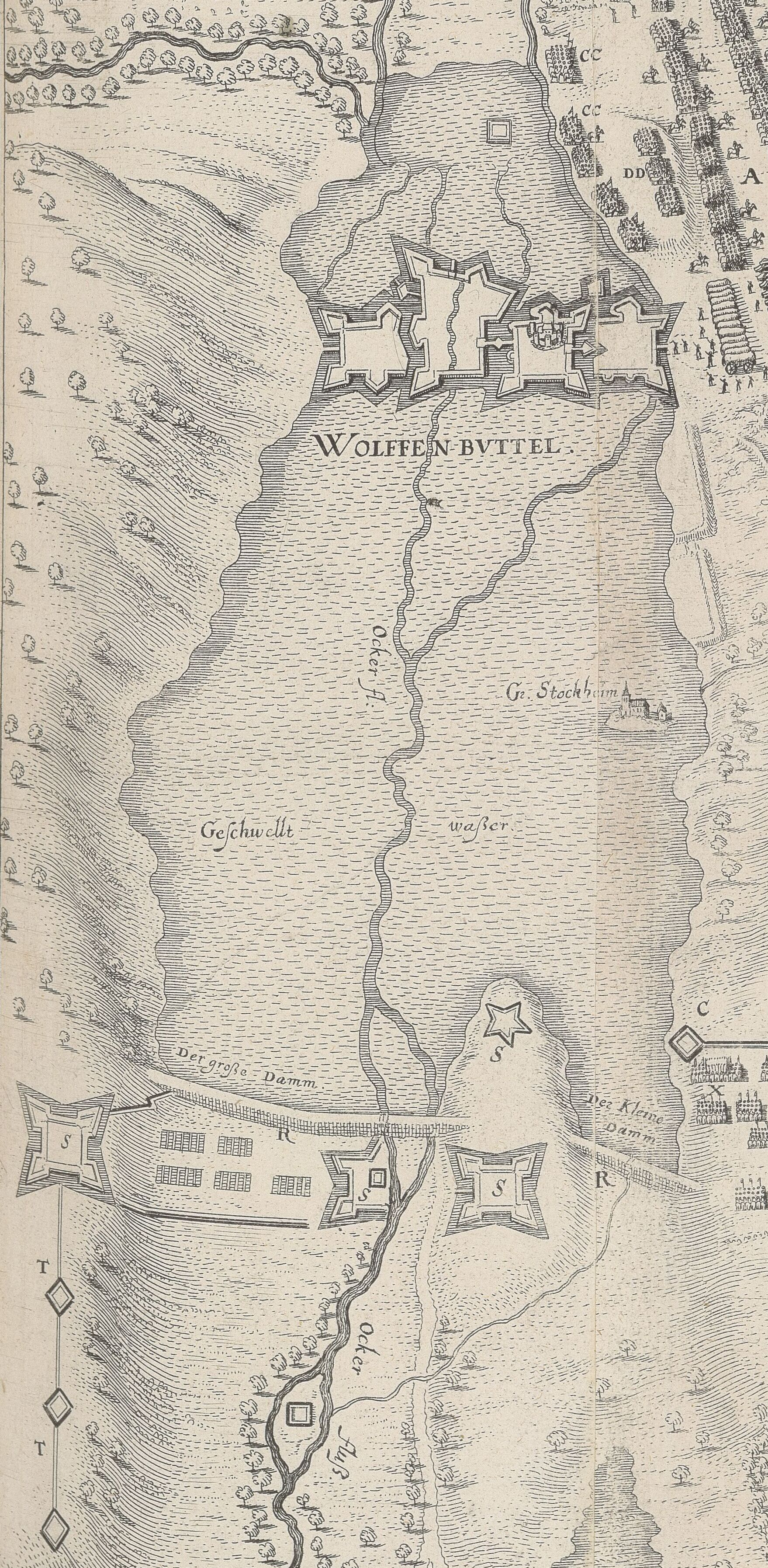
„Eigentliche Abbildung der Belägerung Wolffenbüttel“, 1641. Ansicht von Nordwesten. Hier eingezeichnet auch Groß Stöckheim inmitten der Fluten.

In der am 21. April 1640 geschlossenen Übereinkunft von Peine verpflichteten sich die Welfenherzöge Georg von Braunschweig-Calenberg (seit 1631 Führer des deutsch-schwedischen Heeres in Niedersachsen und Westfalen) und August II. von Braunschweig-Wolfenbüttel ihre bis dahin geübte Neutralität aufzugeben und gemeinsam eine Armee von 9.000 Mann unter der Führung Herzog Georgs aufzustellen und eine Allianz mit den Schweden einzugehen. Als Herzog Georg überraschend im April 1641 starb, wurde Johann von Darmstadt zu seinem Nachfolger als kommandierender General bestimmt. Seit Februar 1641 (nach anderen Berichten bereits vor Winterbeginn 1640) wurde Wolfenbüttel von sechs lüneburgischen Regimentern unter Generalleutnant Hans Caspar von Klitzing belagert.
Aus der Umgebung wurden im Sommer 3000 Bauern herangezogen, um über mehrere Monate hinweg den noch von 1627 teilweise erhaltenen Damm zu reparieren und um weitere vier Meter zu erhöhen. Während dieser Bauarbeiten traten die vereinigten braunschweigisch-schwedischen Truppen unter Carl Gustav Wrangel und Hans Christoph von Königsmarck zusammen mit französischen und Weimarer Verbänden den anrückenden 22.000 Mann eines kaiserlich-bayrischen Heeres unter Erzherzog Leopold Wilhelm von Österreich am 19. Juni 1641 zwischen den Dörfern Fümmelse, Thiede und Steterburg in der Schlacht bei Wolfenbüttel entgegen. Die österreichischen Truppen wurden mit 2.000 Toten gegenüber 360–400 auf braunschweigisch-schwedischer Seite verlustreich geschlagen. Dennoch gelang es „den Schweden“ nicht, die Stadt einzunehmen.
Am 24. Juni wurde der Damm geschlossen und Wolfenbüttel überflutet. Mehrere Monate lang stand das Wasser knapp einen Meter hoch in der Stadt. Die aufgestaute Oker verursachte aber bald im nördlich Wolfenbüttels gelegenen Braunschweig einen erheblichen Wassermangel, sodass z. B. die städtischen Mühlen nicht mehr betrieben und somit kein Korn für die Versorgung der Bevölkerung gemahlen werden konnte. Das wiederum führte dazu, dass der Damm am 1. September 1641 aufgebrochen wurde. Die aufgestauten Fluten ergossen sich daraufhin in die Stadt Braunschweig hinein, was wiederum dort zu größeren Überschwemmungen führte; so soll das Wasser einen Meter hoch auf dem Hagenmarkt gestanden haben.

### Auswirkungen

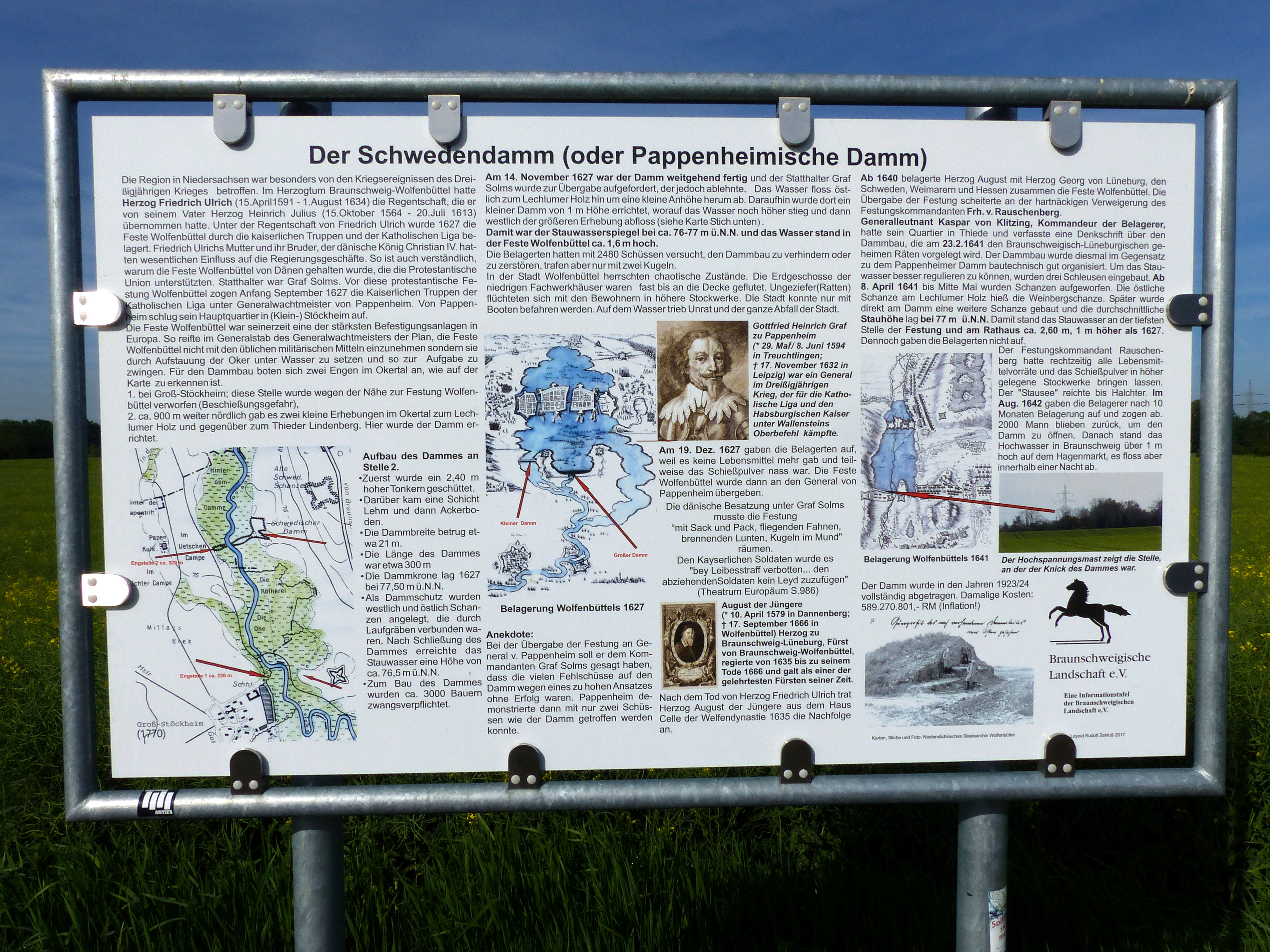
Informationstafel am ehemaligen Schwedendamm in Wolfenbüttel 2019

Zwar war es den Verbündeten nicht gelungen, Wolfenbüttel zu erobern, die Kämpfe führten jedoch dazu, dass die Welfen und der Kaiser am 22. September 1641 in Goslar mit separaten Friedensverhandlungen begannen, die am 16. Januar 1642 zum Goslarer Akkord führten, der wiederum am 19. April des Jahres im Hauptrezess bestätigt wurde. Der Rezess sah vor, dass die braunschweigischen Herzöge zukünftig keine Allianzen mit Feinden des Reiches mehr eingingen, alle Truppen, die nicht der Verteidigung von Landesfestungen dienten, aufgelöst wurden, dass das seit der Stiftsfehde zugunsten Braunschweigs und Calenbergs verkleinerte Hochstift Hildesheim wiederhergestellt wurde und dass Herzog August Wolfenbüttel wieder als Residenz zurückerhielt. Damit war der Dreißigjährige Krieg im Braunschweiger Land bis auf kleinere Kampfhandlungen beendet.
Sowohl die Festung Wolfenbüttel als auch die sie umgebenden Landstriche und Dörfer wurden in den Kriegsjahren zwischen 1627 und 1643 (dem Abzug der katholischen Truppen aus der Stadt) mehrfach Opfer marodierender Soldateska beider Seiten. Zerstörung und Verwüstung durch Kampfhandlungen, Plünderungen und Überschwemmung waren allerorts zu finden. Im Kirchenbuch des heute zu Wolfenbüttel gehörenden Dorfes Halchter findet sich 1627 der Eintrag: lnn diesem Jahre ist dieses Dorff neben den anderen umbliegenden vom Graffen vonn Solms in grundt abgebrannt und sind die … meisten inn Wolfenbüttel bey waehrender plokquierung geflohen, ein theil in Braunschweig …
Die Überschwemmung Wolfenbüttels im Jahr 1641 wurde in vier Kupferstichen des Matthäus Merian zugeschriebenen Werkes Theatrum Europaeum festgehalten.
Obwohl die Reste des Schwedendamms 1923/24 abgetragen wurden, ist er noch heute an einigen Stellen teilweise sichtbar. Er verläuft nördlich Wolfenbüttel bei Groß Stöckheim unmittelbar vor der A 36, worauf seit 2019 eine Informationstafel am Fuß-Radweg in der Okeraue hinweist. Zur Erinnerung tragen zwei Straßen in der Umgebung entsprechende Namen: im Norden Wolfenbüttels „Am Schwedendamm“ sowie im Süden Braunschweigs „Schwedendamm“.